# Fukuokas tunnelbana

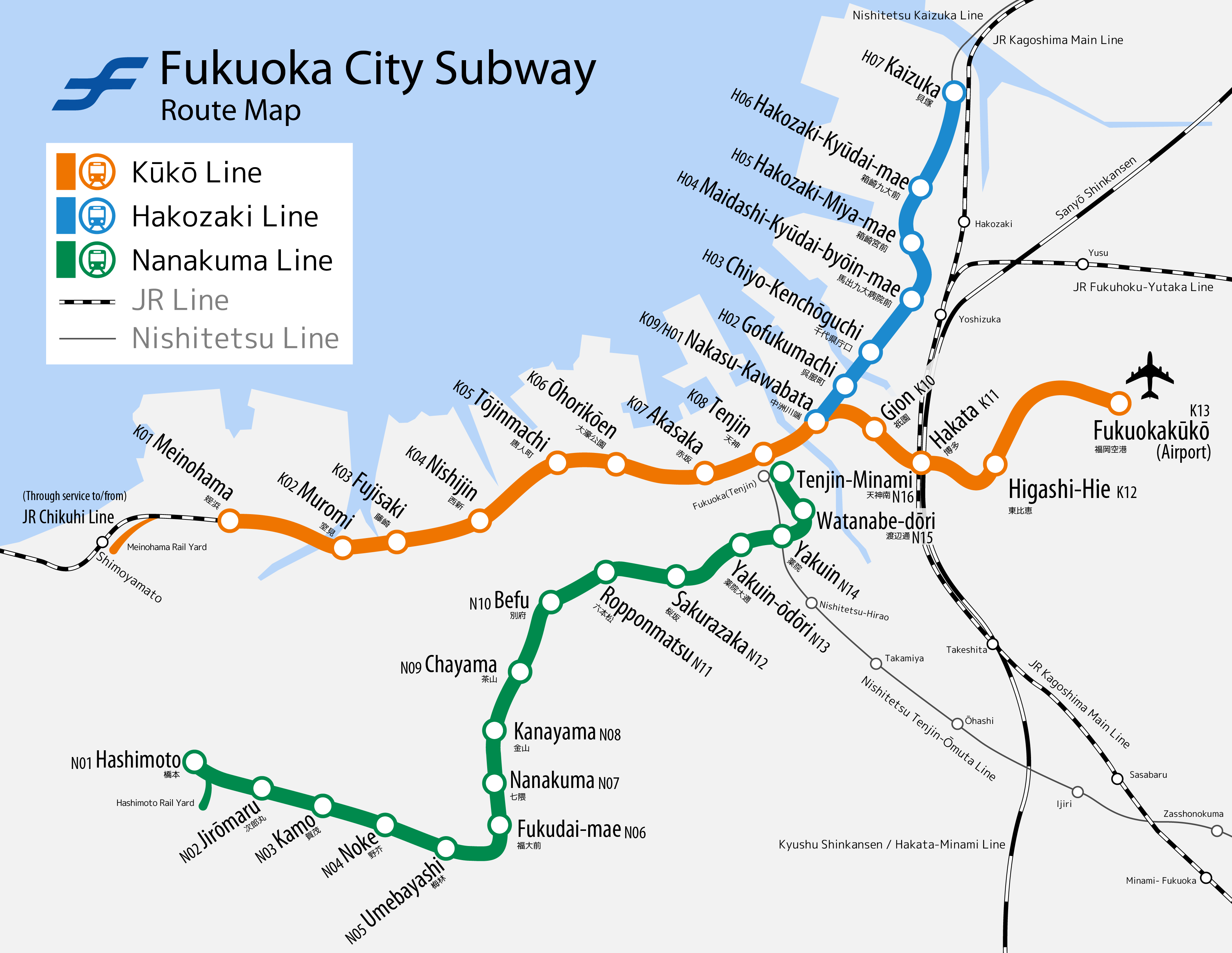
Linjekarta med anslutande järnvägar (ej aktuell)

Fukuokas tunnelbana (japanska: 福岡市地下鉄?, Fukuoka-shi Chikatetsu) är ett tunnelbanesystem i Fukuoka, Japan. Den drivs av den kommunala transportförvaltningen Fukuoka-shi Kōtsūkyoku (Fukuoka City Transportation Bureau). Systemet består av tre linjer (se tabell nedan). Tunnelbanesystemet för de två första linjerna planerades och började byggas under 1970-talet.

Logotyp

## Linjer
Kūkō-linjen ("Flygplats-linjen") betjänar såväl Fukuokas internationella flygplats som Hakata den största järnvägsstationen i Fukuoka. Den har även genomgående tåg till pendeltågslinjen Chikuhi-sen som ägs av JR Kyūshū. Vissa tåg på Hakozaki-linjen fortsätter till Meinohama på Kūkō-linjen. Den första delen mellan Muromi och Tenjin öppnade 1981. Den förlängdes i båda ändar och öppnade med anslutning för genomgående trafik till i Meinohama och anslutning för byte till många regionala tåglinjer och Sanyo Shinkansen, i Hakata 1983. 1993 öppnade förlängningen från Hakata till flygplatsen.
Hakozakilinjen förlängdes 1986 enligt den ursprungliga planen till Kaizuka och fick då anslutning till Nishitetsus Kaizukalinje.
Nanakumalinjen öppnades 2005, var då 12 km lång och hade 12 stationer från Hashimoto till Tenjin-minami. Spårvidden är normalspår 1435 mm och framdrivningen är med linjärmotorer. Den har trots sin bredare spårvidd en mindre profil och därmed även tunnlar än de tidigare linjerna. 27 mars 2023 öppnades en förlängning till Hakata station. Det öppnades då även en ny station Kushida shrine.
| Färg & ikon | Färg & ikon | Linjebokstav | Linjenummer | Namn     | Första delen öppnad | Senaste delen öppnad | Längd (km) | Stationer | Spårvidd |
| ----------- | ----------- | ------------ | ----------- | -------- | ------------------- | -------------------- | ---------- | --------- | -------- |
| orange      |             | K            | 1           | Kūkō     | 1981                | 1993                 | 13,1       | 13        | 1 067 mm |
| blå         |             | H            | 2           | Hakozaki | 1982                | 1986                 | 4,7        | 7         | 1 067 mm |
| grön        |             | N            | 3           | Nanakuma | 2005                | 2023                 | 13,6       | 18        | 1 435 mm |
| Summa:      | Summa:      | Summa:       | Summa:      | Summa:   | Summa:              | Summa:               | 31,4       | 36        |          |

## Källor

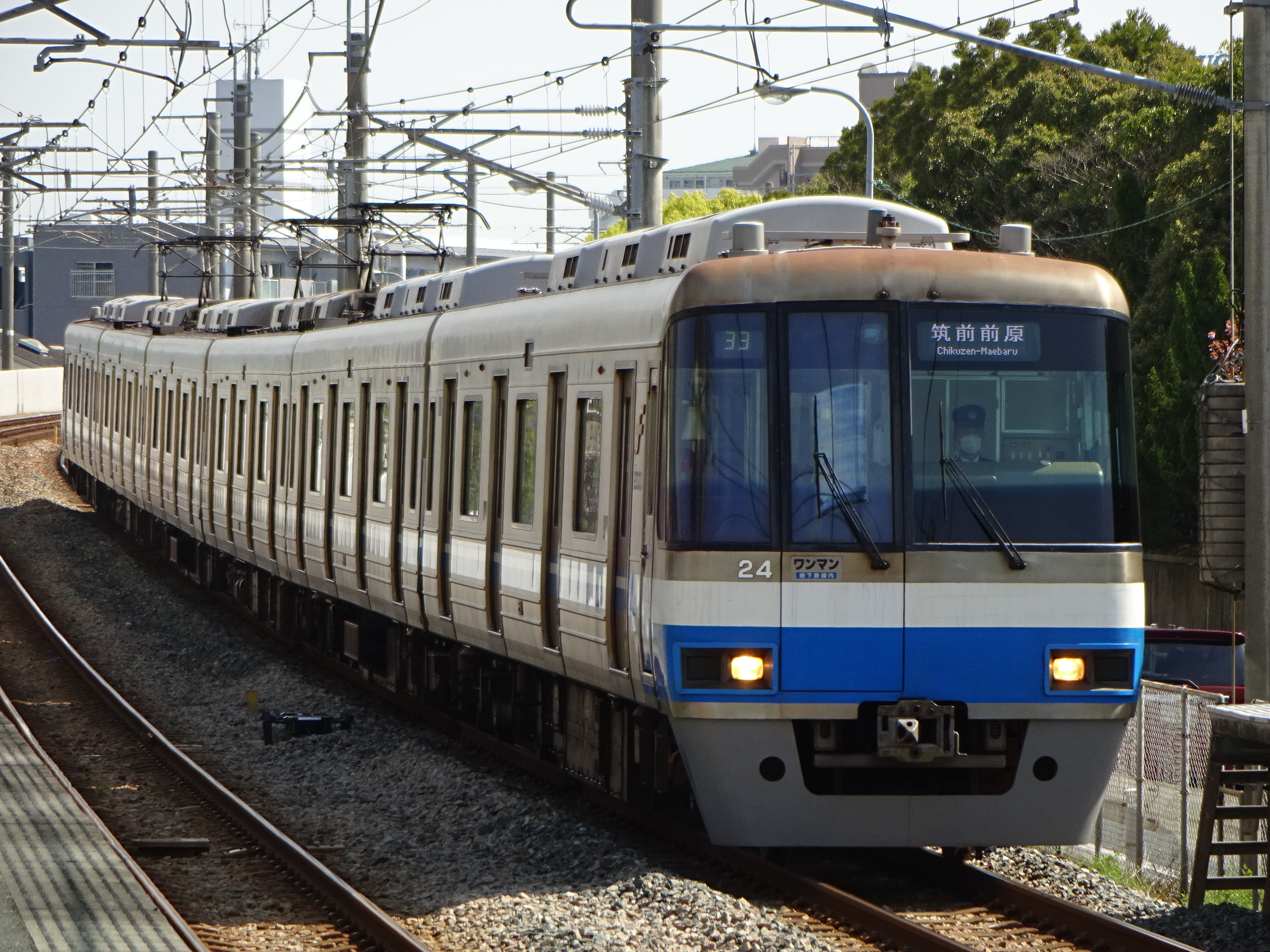
Tunnelbanetåg i Fukuoka